# ルパン三世のテーマ
『ルパン三世のテーマ』（ルパンさんせいのテーマ）は、大野雄二が作曲した楽曲。モンキー・パンチ原作のアニメ『ルパン三世』の主題曲として1977年に発表された。
シリーズの長期化と共に数多くのアレンジがなされており、『ルパン三世』を代表する曲として広く用いられている。

## 曲について
ジャズ・ピアニストでもある大野による、日本で最も有名なアニメ主題歌の1つ。当時としては非常に珍しかったインストゥルメンタルで、現在では日本の高校野球の応援歌（主に『'78』を使用）として定番となっている他、FC東京のチャントとしてもよく使われている。演奏は一部を除き、大野が率いるYou and Explosion Bandが担当。
この曲の全体的な構成は二部形式の一種であるいわゆる「AABA進行」（Thirty-two-bar form）と呼ばれるもので、便宜的に同じ旋律（8小節）を1フレーズと分類すると、この曲の基本的な構成は以下のようになる。
| 前奏1 | フレーズA | フレーズA' | フレーズB | フレーズA" | 終奏1 | 間奏 | 前奏2 | フレーズA | フレーズA' | フレーズB | フレーズA" | 終奏2 |

この中で、フレーズA・フレーズA'・フレーズA"の主旋律は基本的に同じでアレンジが若干異なる。またA→A'・B→A"の各フレーズ間に、ブリッジとなる1-2小節の短いフレーズが挟まれる（この点で、4小節あるいは8小節単位の繰り返しを基本に展開される典型的なAABA進行の曲とは若干構成を異にする）。前奏・終奏の長さはアレンジにより異なる。
多くのバージョンでフレーズA"の後半メロディはブラスセクションにより演奏される。『ルパン三世 (TV第2シリーズ)』（以下、『TV第2シリーズ』）のオープニングに使われたTVサイズバージョンは、元のバージョンの前奏2から終奏2までで構成されている。
原曲や大半のアレンジ版はト短調で演奏されるが、一部キーが違うアレンジもある。特に「ルパン三世のテーマ（ヴォーカル版）」はヘ短調である。

### 作曲に関して
当曲について大野は、ルパン三世が「行動する」「盗む」「喜ぶ場面」と「さびしい場面」の両方にマッチする曲とみなし、「普遍性」と「古臭さ」を考えマカロニ・ウエスタンを意識して作曲したと述べている。また、産経新聞のインタビューでは以下のように語られている。

## バリエーション
『ルパン三世』シリーズにおいてオープニングテーマ、エンディングテーマとして用いられたものに加え、本編でBGMとして用いられたアレンジ版などを加えると、膨大な数がある。また曲の親しみやすさからさまざまなアーティストにもカバーされている。
この項では、「アニメで用いられた曲」のみを取り扱い、いわゆるカバーや、大野雄二自身によるセルフカバーは下記のカバー曲、アレンジ版で取り扱う。BGMは膨大な数のため、取り扱わない。

### タイトルに関して
テレビ版第1シリーズ主題歌同様、楽曲のタイトルはさまざまな形で表現され統一されていない。2007年に発売されたコンピレーションアルバム『THE BEST COMPILATION of LUPIN THE THIRD "LUPIN! LUPIN!! LUPIN!!!"』においても、「ルパン三世のテーマ」「THEME FROM LUPIN III 〜ルパン三世のテーマ〜」 「Theme From Lupin III」「THEME FROM LUPIN III」「Lupin The Third」「ルパン三世」といったタイトルで収録されている。楽曲によっては発売時の表記を尊重するものもあるが、後に統一を図ろうと改題された曲もあり、混乱を招く一因となっている。JASRACでは、インスト版は「ルパン三世のテーマ'78」「THEME FROM LUPIN III '97」、ヴォーカル版は「ルパン三世のテーマ」として登録されているが、インスト版の「'79」「'80」はヴォーカル版の副題として登録されている。
その為、この項のみ便宜的にヴォーカル版を「ルパン三世のテーマ（英語タイトル：Lupin The Third）」、インスト版を「THEME FROM LUPIN III」として表記し、単なるミックス（録音した楽曲を放送用などにスタジオで尺を縮めたもの、もしくは同じ楽曲の楽器のバランスなどを再調整したもの）の違いやリミックス、コーラス・効果音の有無を除き、録音時楽曲の編曲違い（スコアやアレンジ別）で分けると以下のように区分できると考えられる。それぞれのバージョンの説明自体については、下記の項を参照のこと。

### ヴォーカル版「ルパン三世のテーマ（Lupin The Third）」
1. 1977年 - ルパン三世のテーマ / Pete Mac Jr.
2. 2001年 - LUPIN THE THIRD / akiko
3. 2003年 - ルパン三世のテーマ / 水木一郎（1977年録音）
4. 2019年 - ルパン三世のテーマ2019 / 松崎しげる[3]

### インストゥルメンタル版「THEME FROM LUPIN III」
編曲は大野雄二。1996年のみ根岸貴幸。
1. 1977年 - THEME FROM LUPIN III '78 <TV Size Ver.>
2. 1977年 - THEME FROM LUPIN III '78 [Single Mix, Album Mix, 2005 New Mix]
3. 1978年 - THEME FROM LUPIN III '79 <TV Size Ver.>  - モノラル
4. 1978年 - THEME FROM LUPIN III '79 [Full Mix, 2005 New Mix]
5. 1979年 - THEME FROM LUPIN III '80 <TV Size Ver.>
6. 1979年 - THEME FROM LUPIN III '80 [Full Mix, 2005 New Mix]
7. 1985年 - THEME OF LUPIN the 3rd（'85） <M32> - 映画『ルパン三世 バビロンの黄金伝説』で使用。
8. 1985年 - THEME OF LUPIN the 3rd（'85） - 映画『ルパン三世 バビロンの黄金伝説』サントラ収録バージョン。
9. 1989年 - THEME FROM LUPIN III '89 <TV Size Ver.>
10. 1989年 - THEME FROM LUPIN III '89 - サントラ収録バージョン。
11. 1996年 - THEME FROM LUPIN III '96  - 未使用。映画『ルパン三世 DEAD OR ALIVE』サントラに収録。
12. 1996年 - THEME FROM LUPIN III '96 <TV Ver.> - TVスペシャル『ルパン三世 トワイライト☆ジェミニの秘密』で使用。
13. 1997年 - THEME FROM LUPIN III '97 [Original Mix, Readymade 440 Mix]
14. 2002年 - THEME FROM LUPIN III '78 <2002 Ver.>
15. 2005年 - THEME FROM LUPIN III '80 <2005 Ver.>
16. 2013年 - THEME FROM LUPIN III 〜2013 WITH CONAN ver.- 映画『ルパン三世VS名探偵コナン_THE_MOVIE』で使用。
17. 2015年 - THEME FROM LUPIN III 2015
18. 2018年 - LUPIN TROIS 2018 <ルパントロワ 2018>
19. 2019年 - THEME FROM LUPIN III 2019〜classical piano ver. - TVスペシャル『ルパン三世 グッバイ・パートナー』で使用。
20. 2019年 - THEME FROM LUPIN III 2019 - 映画『ルパン三世 THE FIRST』で使用。
21. 2021年 - THEME FROM LUPIN III 2021

## アニメでのアレンジ

### 『ルパン三世 (TV第2シリーズ)』で使用されたバージョン
初めて登場した『TV第2シリーズ』で使用されたバージョンは以下の通り。いずれも編曲は大野が担当。
これらのバージョンには、編曲は同じだが放送に合わせ元のバージョンとはまた別に収録された「TVサイズ」と呼ばれる短いバージョンがあり、シリーズのオープニングで使われたのはこのTVサイズである。
これらのバージョンは、2005年に大野自身によってマスターテープからトラックダウンをし直したバージョンが「2005ニュー・ミックス」として発表され、同年発売の『ルパン三世クロニクルSPECIAL LUPIN THE THIRD THE ORIGINAL-NEW MIX 2005- -REMIXED BY YUJI OHNO-』に収録された。

#### 「ルパン三世のテーマ」
TVサイズ版が第1話から第26話のオープニングテーマとして使用された。その後も複数回劇中で使用されている。
シングル盤の曲名表記は「ルパン三世のテーマ」であったが、1990年に日本コロムビアから発売されたCDボックス第二作で「ルパン三世'78」と表記。以降のCDでも「ルパン三世'78」や「ルパン三世のテーマ'78」と表記されるようになるが、これはヴォーカル版との曲名上の差別化、あるいは「ルパン三世'79」「ルパン三世'80」との統一を図ったものと思われる。この措置のため「1978年の曲」と誤解されがちであるが、『TV第2シリーズ』の放映開始も、シングルレコード発売も1977年である（「'79」「'80」も使用開始はタイトルの前年から）。演奏はユー&エクスプロージョン・バンド。最もポピュラーなフレーズ「Lupin the Third」のコーラスは大野作品のみならず、テレビアニメ第1シリーズで音楽を担当した山下毅雄による作品への参加も多い伊集加代子らシンガーズ・スリー。
フルサイズ版には、曲の途中でコーラスが入らないシングル・バージョンと、コーラスが入るアルバム・バージョンがある。これはトラックダウンによるミックスの違い。アルバム・バージョンでは、間奏で山田康雄による「俺、ルパン三世…」から始まり、以下順番にレギュラー陣によるセリフが入っている。

#### 「ルパン三世のテーマ（ヴォーカル版）」
TVサイズ版が第27話から第51話のオープニングテーマとして使用された。
歌詞原案は鴇田一枝。TV第2シリーズの好調を受けたレコード会社が戦略として「テーマ曲に歌詞をつけよう」という企画を立てたことから、歌詞は一般公募となった。応募は約5000通で、その年齢層も3歳から60代まで幅広かったという。しかし、大野の回想によればまともな歌詞が集まらず、鴇田の歌詞を採用後作詞家の千家和也に補作を依頼、完成に至ったという経緯がある。歌はピートマック・ジュニア（Pete Mac, Jr.）こと藤原喜久男による。
歌詞原案の鴇田は1958年生まれで、TV第1シリーズ以来のファンだったため応募したといい「メロディアスな彼の動きに合わせて気楽に書いてみました」とコメントしている。
当初は「ルパン三世 愛のテーマ」のヴォーカル版を担当した水木一郎による録音も行われたが、当時既に有名歌手だった水木のイメージの強さから「『ルパン』の無国籍感を維持したい」という理由により結局採用にはならなかった（水木はこの経緯を全く知らされておらず、オンエアを見て初めて没になったことを知ったという）。この水木版は2003年になって初ディスク化が実現している。
大野によると、歌が始まる直前の「ルパン・ザ・ザード」のコーラス後にあるブラス駆けあがり部分のリズムに誤りがあり、音符にズレがあったという。大野がこの事実に気づいたのは後年、松崎しげるによるカバー版を制作する際に原曲を確認した時だったという。

#### 「ルパン三世'79」
TVサイズ版が第52話から第103話及び劇場映画第1作『ルパン三世 ルパンVS複製人間』のオープニングテーマとして使用された。
主旋律を当時のシンセサイザーが奏で、随所にシンセドラムも鳴り響く。またホーン・セクションとストリングスの関係性が「ルパン三世のテーマ」と逆になっている。ギターも「ルパン三世のテーマ」ではエレキだったが、本バージョンではアコースティック・ギターが使われている。TVサイズとフルサイズでは演奏が異なり、またTVサイズはモノラル録音である。第99話と第103話は日本アニメ史上初のステレオ放送であったため、それに合わせてこの回のみフルサイズをTVサイズに編集し、効果音が被せられている。モノラル録音によるさまざまなブリッジバージョンが存在し、テレビスペシャルや劇場版の予告編でも使用頻度は高い。PS2用ゲームソフトのテーマ曲にもなっており、『ルパン三世クロニクルSPECIAL LUPIN THE THIRD THE ORIGINAL-NEW MIX 2005- -REMIXED BY YUJI OHNO-』に収録された「2005ニュー・ミックス」バージョンは『ルパン三世 ルパンには死を、銭形には恋を』のテーマ曲として用いられている。また、TVサイズバージョンは、ニンテンドーDS用ソフト『ルパン三世 史上最大の頭脳戦』で用いられている。

#### 「ルパン三世'80」
TVサイズ版が第104話から第155話（最終話）のオープニングとして使用。劇場映画第2作『ルパン三世 カリオストロの城』では、フルサイズ版が編集されて劇中で使用された（オープニングテーマとしての使用ではない）。
当時日本テレビのプロデューサーだった小坂敬による「こうなったらフルバンドでいっちゃおうか」との提案で、フルバンド演奏によるバージョンとなった。
松石和宏によるヴィブラフォンがメロディを奏で、各所にトランペットが加わるビッグバンド・ジャズ風編曲。このバージョンから「ルパンルパンルパンルパンザサード」というコーラスが入るほか、最終部分の演奏が現在のバージョンでも基本となる「ソーファーレド#ドシ♭ソ」と下がるものになる。
また『カリオストロの城』では、物語前半のカリオストロ公国でのカー・チェイスシーンで2度編集されて使用されている。また、後半ではさまざま存在するブリッジバージョンのうちの1曲が使用されている。
本曲の初出は2ndシリーズ第103話「狼は天使を見た」である。BGMとして一部が使用されたが、その間に台詞はなかった。
約50年にわたり次元大介を演じた小林清志が最後の出演となった『PART6 EPISODE0 -時代-』ではエンディングとして使用された。

### 『ルパン三世 PARTIII』について
『ルパン三世 PARTIII』では、制作を請け負ったよみうりテレビが日本テレビ制作の『TV第2シリーズ』との差別化を意図して、前2シリーズ及び劇場版を受け持った日本コロムビア及び日本テレビ音楽への音楽協力を求めなかった。これに伴い音楽の著作権が日本コロムビアと日本テレビ音楽から、当時新興のバップと、よみうりテレビのグループ会社である読売テレビエンタープライズ（現：YTE）に移った。
これらの事情により、大野雄二が『TV第2シリーズ』で用意した楽曲はほとんど使用できなかったため、本作用の音楽に「ルパン三世のテーマ」のアレンジ曲は存在しない。また、本シリーズのOP「セクシー・アドベンチャー」、ED「フェアリー・ナイト」は、日本コロムビアから発売されたテーマ曲集には当初オリジナルのマスターが使えず、別の歌手によるカバー曲を収録していたという経緯もある。

### 『ルパン三世 バビロンの黄金伝説』で使用されたバージョン
『PARTIII』放映中に劇場公開された劇場映画第3作『ルパン三世 バビロンの黄金伝説』では、よみうりテレビとともに日本テレビが製作に携わり、著作権者間の調停を行い、久々に「ルパン三世のテーマ」が聴けることとなった。

#### 「THEME OF LUPIN the 3rd」
映画用に録音された1985年バージョンで、全パートがシンセなど電子楽器による演奏。録音時のMナンバーは"M32"。本編で使用された1コーラス版は、2チャンネル・モノラルでの録音で、映画公開当時に日本コロムビアから発売されたサントラLP『ルパン三世 バビロンの黄金伝説 オリジナル・サウンドトラック音楽集』に収録されている2コーラス版とは異なる完全なる別録音バージョンである。
映画本編では、ルパンがマルチアーノのもとから黄金の獅子像を奪い、コウモリ型カイトで飛び立つシーンに用いられている。また、不二子の口笛にも使われている。

### TVスペシャル・劇場映画・OVAで使用されたバージョン
1989年からスタートし、現在も不定期で放送されるTVスペシャル。その間の1995年、1996年に劇場映画が2作品（『ルパン三世 くたばれ!ノストラダムス』、『ルパン三世 DEAD OR ALIVE』）、2002年、2008年、2012年にOVAが3作品（『ルパン三世 生きていた魔術師』、『ルパン三世 GREEN vs RED』、『ルパン三世 Master File』に収録されている『ルパン一家勢揃い』）製作されている。

#### 「ルパン三世のテーマ'89（THEME FROM LUPIN III '89）」
TVスペシャル第1作『ルパン三世 バイバイ・リバティー・危機一発!』以降、オープニングテーマとして最多使用のバージョン。編曲は大野雄二。コーラスはアマゾンズが担当している。初リリースは『バイバイ・リバティー・危機一発!』のエンディングテーマ「エンドレス・トワイライト-最後の真珠-」（歌：慶田朱美）とのカップリングで、曲名は「ルパン三世のテーマ（インストゥルメンタル）」というクレジットだったが、後続のサントラ盤で上記の英語タイトルが用いられ、たびたびそれに伴う日本語タイトルも付けられる。
使用された作品
- 1989年 TVスペシャル第1作『ルパン三世 バイバイ・リバティー・危機一発!』
- 1990年 TVスペシャル第2作『ルパン三世 ヘミングウェイ・ペーパーの謎』
- 1991年 TVスペシャル第3作『ルパン三世 ナポレオンの辞書を奪え』
- 1992年 TVスペシャル第4作『ルパン三世 ロシアより愛をこめて』
- 1993年 TVスペシャル第5作『ルパン三世 ルパン暗殺指令』
- 1994年 TVスペシャル第6作『ルパン三世 燃えよ斬鉄剣』
- 1995年 劇場映画第5作『ルパン三世 くたばれ!ノストラダムス』
- 1995年 TVスペシャル第7作『ルパン三世 ハリマオの財宝を追え!!』
- 1999年 TVスペシャル第11作『ルパン三世 愛のダ・カーポ〜FUJIKO'S Unlucky Days〜』
- 2002年 OVA第2作『ルパン三世 生きていた魔術師』
- 2002年 TVスペシャル第14作『ルパン三世 EPISODE:0 ファーストコンタクト』
- 2008年 OVA第3作『ルパン三世 GREEN vs RED』
- 2009年 クロスオーバー作品『ルパン三世VS名探偵コナン』(エンディング)
- 2010年 TVスペシャル第21作『ルパン三世 the Last Job』
- 2012年 TVスペシャル第23作『ルパン三世 東方見聞録 〜アナザーページ〜』

この曲は2バージョン製作されており、CDなど様々な媒体で発表されたフルサイズバージョンと、これとはイントロとエンドコーラス、コーダが大きく異なり、また全編に渡りリズムセクションの演奏が異なっているTV用バージョンの2種類である。TV用バージョンは『燃えよ斬鉄剣』のサントラにてTVサイズ版として後述する中盤部分のみCD化されているが、こちらは劇中の効果音も含まれているため、音楽単体では未CD化の貴重な音源である。『バイバイ・リバティー・危機一発!』においては予告編、及び本編のオープニングではそのままTV用バージョンが使用され、中盤ではフルサイズのコーラス後にこのTV用が繋げられ、混合使用されている。
『ヘミングウェイ・ペーパーの謎』と『ナポレオンの辞書を奪え』のオープニングも同様にフルサイズのイントロを使用し、コーラス後にこのTV用につなげており、『ロシアより愛をこめて』、『ルパン暗殺指令』、『燃えよ斬鉄剣』ではイントロとコーダはフルサイズで中盤のみTV用使用という珍しい編集が施されている。『EPISODE:0 ファーストコンタクト』、『the Last Job』、『東方見聞録 〜アナザーページ〜』ではフルサイズバージョンが編集されてオープニングとして使用され、『ルパン三世VS名探偵コナン』では数ある両者の音楽の中でエンディングとしても使用された。現在のところ、「ルパン三世のテーマ'89」がエンディングで使用されたのは同作のみである。
『くたばれ!ノストラダムス』では、逆にイントロのみTV用を使用し、中盤からフルサイズにつなげて使用されているが、メロディ、リズムセクションとコーラスが更に異なるバージョンが使用されており、特にフルサイズバージョンは『ハリマオの財宝を追え!!』、『愛のダ・カーポ』においても使用された。こちらも未だに未CD化の音源である。
「ルパン三世のテーマ'89」は1989年から20年以上もTVスペシャル等で使用されている曲であり、ルパンの曲では使用されている期間は最も長い。

#### 「ルパン三世のテーマ（'96 TVバージョン）」
1996年放送のTVスペシャル第8作『ルパン三世 トワイライト☆ジェミニの秘密』でのみ使用されたバージョン。編曲は、本編の音楽を担当した根岸貴幸。演奏の指揮は中谷勝昭。「Lupin the Third」のコーラスは今井優子。
大野は、同年の劇場映画第6作『ルパン三世 DEAD OR ALIVE』で、前年の山田康雄の死去と、ライブ演奏の多忙を理由に降板し、根岸が担当。そのため、本作でも音楽を担当することになった。
『DEAD OR ALIVE』でも根岸によるアレンジ版「ルパン三世のテーマ（'96バージョン）」が録音され、サントラ盤（発売元：バップ）にも収録されている（本編未使用。なお予告編では「'78」が使用されている）が、このTVバージョンとは似ても似つかぬアレンジである。
使用された作品
- 1996年 TVスペシャル第8作『ルパン三世 トワイライト☆ジェミニの秘密』

#### 「ルパン三世のテーマ'97（THEME FROM LUPIN III '97）」
1997年にルパン三世誕生30周年を記念してレコーディングされたバージョン。編曲は大野雄二。30周年ということもあり、これまでのバージョンの集大成のようなアレンジとなっている。大野本人によると、イタリア映画にはまっていた頃でそういうものを取り入れてアレンジしたとのこと。コーラスには、企画アルバム『テーマ・レボリューション'92』（1992年発売/日本コロムビア）でアカペラによるテーマを披露したタイム・ファイブに加え、大野雄二作品への参加が多く、オリジナル・バージョン（'78）でコーラスを担当していたシンガーズ・スリー（伊集加代、和田夏代子、尾形道子）も久々に集結している。
作品での使用は、この年のTVスペシャル第9作と翌1998年のTVスペシャル第10作の2作のみとなっていた（1999年のTVスペシャル第11作『ルパン三世 愛のダ・カーポ〜FUJIKO'S Unlucky Days〜』では「THEME FROM LUPIN III '89」を4年ぶりに使用したが、クレジットには「ルパン三世のテーマ（97バージョン）」と誤表記されている）が、2008年のOVA第2作『ルパン三世 GREEN vs RED』で劇中歌として10年ぶりに使用された。
使用された作品
- 1997年 TVスペシャル第9作『ルパン三世 ワルサーP38』
- 1998年 TVスペシャル第10作『ルパン三世 炎の記憶〜TOKYO CRISIS〜』
- 2008年 OVA第3作『ルパン三世 GREEN vs RED』

#### 「ルパン三世のテーマ'97（readymade 440 mix）」
『PUNCH THE MONKEY!3』（2000年6月発売/発売元：日本コロムビア）で最初のトラックに収録された、DJよしお（現・DJ440）によるリミックス・バージョン。同シリーズでは、元曲の1フレーズくらいしか用いていないような、オリジナル版の影も形もないリミックス版が多い中で、このバージョンはオリジナル版「ルパン三世のテーマ'97」を生かす形で、新たに楽器やコーラスをオーバーダビングしている。2000年放送のTVスペシャル第12作『ルパン三世 1$マネーウォーズ』のオープニングテーマに採用され、冒頭のカーチェイスシーンを盛り上げた。
オーバーダビングされたコーラスにはタイム・ファイブの田井康夫が、そしてピアノ演奏には島健が参加している。
使用された作品
- 2000年 TVスペシャル第12作『ルパン三世 1$マネーウォーズ』

#### 「LUPIN THE THIRD」
英語詞によるヴォーカル・バージョン。詞は奈良橋陽子、歌はakiko。2001年放送のTVスペシャル第13作『ルパン三世 アルカトラズコネクション』のエンディングテーマ「WHAT'S THE WORRY?」をakikoが歌い、それを収録したマキシシングルのカップリングとなった。
英語詞は2000年に発売された『LUPIN THE THIRD「JAZZ」the 2nd』（発売元：バップ）で新たに作られたものを使用している。キーはホ短調で、間奏後のフレーズA部とフレーズA'部は存在しない。
使用された作品
- 2001年 TVスペシャル第13作『ルパン三世 アルカトラズコネクション』

#### 「ルパン三世のテーマ'78（2002 Version）」
大野雄二がルパン三世音楽担当25周年を迎え、記念に録音された『TV第2シリーズ』で最初に使用されたオリジナル・バージョンのリメイク版。再演奏とは言えアレンジは随所で異なり、編成の厚みはオリジナル以上。コーラスは、『未来戦隊タイムレンジャー』の主題歌を歌った佐々木久美のほか、広谷順子、斎藤妙子が担当している。
リリースされた年と同じ2002年のTVスペシャル第14作『ルパン三世 EPISODE:0 ファーストコンタクト』では、ルパンファミリー5人の出会い、すなわちシリーズの出発点が描かれるということもあり、エンディング・テーマとして使用。この作品ではオープニングに'89バージョンが採用されており、ルパン三世単独の作品としてはルパン三世のテーマがオープニングとエンディングで2度使われた唯一の作品でもある。その後、翌2003年のTVスペシャル第15作と2004年のTVスペシャル第16作でオープニングを飾った。また、『ルパン三世VS名探偵コナン』ではオープニングを飾り、エンディングは89が使われるという、ファーストコンタクトとは逆の構図が見られた。
『TV第1シリーズ』から長年銭形警部を演じた納谷悟朗、『TV第2シリーズ』から長年峰不二子を演じた増山江威子と長年石川五ェ門を演じた井上真樹夫の3名が最後の出演となったOVA作品『ルパン一家勢揃い』ではエンディングとして使用された。
使用された作品
- 2002年 TVスペシャル第14作『ルパン三世 EPISODE:0 ファーストコンタクト』
- 2003年 TVスペシャル第15作『ルパン三世 お宝返却大作戦!!』
- 2004年 TVスペシャル第16作『ルパン三世 盗まれたルパン 〜コピーキャットは真夏の蝶〜』
- 2007年 TVスペシャル第19作『ルパン三世 霧のエリューシヴ』
- 2008年 OVA第2作『ルパン三世 GREEN vs RED』
- 2008年 TVスペシャル第20作『ルパン三世 sweet lost night 〜魔法のランプは悪夢の予感〜』
- 2009年 クロスオーバー作品『ルパン三世VS名探偵コナン』OP
- 2011年 TVスペシャル第22作『ルパン三世 血の刻印 〜永遠のMermaid〜』
- 2012年 OVA『ルパン一家勢揃い』

2006年放送のTVスペシャル第18作『ルパン三世 セブンデイズ・ラプソディ』のTVスポットでも使用された。近年では『金曜ロードショー』でルパン作品が放送される際のTVスポットでも、ほとんどこのバージョンが使われる（新作のみならず、『ルパン三世 ルパンVS複製人間』など旧作の放送でも使用される）。2013年放送の『ルパン三世 princess of the breeze 〜隠された空中都市〜』では、劇中の挿入曲として使用された。

#### 「ルパン三世のテーマ'80（2005 Version）」
『TV第2シリーズ』の後期オープニングを飾り、歴代バージョンの中でも人気の高かった'80バージョンのリメイク版。2005年放送のTVスペシャル第17作『ルパン三世 天使の策略 〜夢のカケラは殺しの香り〜』でオープニングを飾った。『LUPIN THE THIRD「JAZZ」』シリーズや『Isn't It Lupintic?』シリーズ開始当初から、再演奏のリクエストが多かった。'78の2002年バージョンと同様、ストリングスも加えられ、アレンジも基本的にオリジナルに忠実ながら、厚みも増している。コーラスは佐々木久美、広谷順子、斎藤妙子。ヴィブラフォンは大井貴司による。
使用された作品
- 2005年 TVスペシャル第17作『ルパン三世 天使の策略 〜夢のカケラは殺しの香り〜』
- 2006年 TVスペシャル第18作『ルパン三世 セブンデイズ・ラプソディ』

#### 「ルパン三世のテーマ （2013 cool ver）」
テレビスペシャル・『ルパン三世 princess of the breeze 〜隠された空中都市〜』のオープニングで使用されたバージョン。大野がリーダーを務める「Yuji Ohno & Lupintic Five with Friends」の名義による演奏で、同作のサウンドトラックに収録されている。

#### 「THEME FROM LUPIN III 〜2013 WITH CONAN ver. 」
『ルパン三世VS名探偵コナン THE MOVIE』のためにアレンジされた。「78バージョン」を基にしているが、テンポはオリジナルの「78」より速く、「79」に近い。アウトロには「80」で初めて取り入れられた「ソーファーレド#ドシ♭ソ」の三連符が使用されている。ただし、原曲の「78」と比べてキーは1音低く、ピートマック・ジュニアのボーカルを入れたバージョンと同じキーになっている（コナン側のテーマ曲である「名探偵コナンメインテーマ」と同じキーとなるため、ルパン側を1音下げることで統一が図られたとも解釈できる）。
また、「名探偵コナンメインテーマ」と併用されるため、「A′パート」が存在しない。フルバージョンでも、
「前奏」「Aパート」「Bパート」「A″パート」「間奏」「Bパート」「A″パート」「後奏」
となっており、演奏時間は2分5秒に短縮されている。

#### 「THEME FROM LUPIN III 2019～classical piano ver.」
2019年に放送されたテレビスペシャル第26作『ルパン三世 グッバイ・パートナー』で初登場したバージョン。演奏はYuji Ohno & Lupintic six、ピアノ演奏は川田健太郎、コーラスはFujikochan's（佐々木久美、Tiger、佐々木詩織、稲泉りん）が担当。
全体的な構成は『2015』がベースとなっているが、川田によるピアノがフィーチャーされ、全編にわたって曲をリードしている。また、『2018』に続いて間奏後のフレーズA部とフレーズA'部がカットされ、さらに最初のフレーズA'部とフレーズB部の間に新たに短いフレーズが追加された。
使用された作品
- 2019年 TVスペシャル第26作『ルパン三世 グッバイ・パートナー』

#### 「ルパン三世のテーマ 2019」
2019年に放送されたテレビスペシャル第27作『ルパン三世 プリズン・オブ・ザ・パスト』で登場したバージョン。ボーカルは松崎しげるで、演奏はYuji Ohno & Lupintic six、コーラスはFujikochan's（佐々木久美、佐々木詩織、稲泉りん）が担当。
ピートマック・ジュニア以来となる男性歌手によるボーカル版であり、テレビスペシャルでは初となる日本語詞のボーカル版によるオープニング曲である。間奏部は前作で使用された『2019～classical piano ver.』をベースにしており、全体的な構成は「'78（2002 Version）」に近い。キーはピートマック・ジュニア版のヘ短調ではなく、原曲や大半のアレンジ版などと同様のト短調である。

#### 『ルパン三世 THE FIRST』で使用されたバージョン
『ルパン三世 THE FIRST』では短い「ルパン三世のテーマ」が数バージョン使用されている。演奏はいずれもYou & Explosion Band。「Gotcha!」と「All For One」はフレーズA'部はカットされている。

##### 「THEME FROM LUPIN III 2019」
オープニングで使用されたバージョン。
全体のアレンジは「2015」をベースにしているが、「2015」ではマンドリンだったB部をストリングスが演奏していたり、アウトロが「'80」以降おなじみの「ソーファーレド#ドシ♭ソ」ではなく「'78」や「'78（2002 Version）」と同じものになるなど、編成や曲構成は「'78」「'78（2002 Version）」に近くなっている。

##### 「THEME FROM LUPIN III 2019〜Playback '80」
本編では、次元と五右衛門が銭形に捕まったルパンを救出するシーンで使用された。
「'80」の再演奏版だが「'80（2005 Version）」から更にアレンジが加えられており、ホーンセクションに新たにフルートが追加され、アウトロの「ソーファーレド#ドシ♭ソ」の三連符に女声コーラスが用いられている。
『ルパン三世VSキャッツ・アイ』でもルパン側のテーマ曲として使用。
使用された作品
- 2019年 劇場映画第7作『ルパン三世 THE FIRST』
- 2023年 VOD『ルパン三世VSキャッツ・アイ』

##### 「THEME FROM LUPIN III 2019〜Gotcha!」
ルパンが遺跡の最後の試練である「死の回廊」を突破するシーンで使用。
こちらも「'78」「'78（2002 Version）」を基本にしているが、フレーズB部に「'78」アルバム・バージョンと同じコーラスを付けたり「'78（2002 Version）」では省かれていた終奏のサックスのフレーズを復活させるなど、より「'78」に近いアレンジになっている。一方でアウトロには「ソーファーレド#ドシ♭ソ」の三連符が使用された。

##### 「THEME FROM LUPIN III 2019〜All For One」
ルパン一味と銭形がアーネンエルベ南米支部を制圧するシーンで使用。
このバージョンは『2019～classical piano ver.』が下敷きで、フレーズA部とフレーズB部の間の短いフレーズなどが踏襲されているが、ピアノが担当していた部分はサックスセクションに置き換えられている。また新たにチェンバロが使用されている。

### 2015年以降のTVシリーズで使用されたバージョン

#### 「THEME FROM LUPIN III 2015」
『ルパン三世（第4シリーズ）』のために新たに演奏されたバージョンで、クレジットはYou & Explosion Band、コーラスは佐々木久美・Tiger・佐々木詩織の「Fujikochan's」。
アレンジ（特にイントロ）や音の厚みなど、全体としては「'78」や「'78（2002 Version）」に類似している（大野自身も意図的にアレンジを「'78」に似せたことをライナーノーツで語っている）が、従来の「'78」や「'78（2002 Version）」でブラスが担当していたフレーズA部の主旋律と間奏は「'80（2005 Version）」のような大井貴司によるビブラフォン、および「'89」を思わせるバリトン・サクソフォンとオルガンによる演奏になり、ストリングスが担当していたフレーズB部は作品の舞台であるイタリアを意識してマンドリンに変えて演奏している（この他にもマンドリンが多用されている）ほか、「'78（2002 Version）」では取り入れられなかったフレーズB部の女声コーラスが「'78」のTVサイズ版やアルバム・バージョンと同様に歌われているなど、その編成は大きく異なる。
このほか、アウトロで「'80」以降のアレンジ・バージョンでたびたび用いられている「ソーファーレド#ドシ♭ソ」の三連符が、「'89」のように女声コーラスとともに取り入れられていたり、『'97』のように間奏部でシャバダバコーラスが歌われているなど、これまで演奏されてきたさまざまなバージョンの要素も含んでいる。
TVシリーズ放送用では短縮編集されて使用されているが、イントロの冒頭が「'78」のTVサイズと同様に省略されているほか、アウトロがフルバージョンとは若干異なっている。
『ルパン三世（第4シリーズ）』のほか、TVスペシャル第25作『ルパン三世 イタリアン・ゲーム』ではフルバージョンがオープニングテーマとして使用された（ただし間奏以降が一部短縮編集されている）。
使用された作品
- 2015年『ルパン三世（第4シリーズ）』
- 2016年 TVスペシャル第25作『ルパン三世 イタリアン・ゲーム』
- 2018年 OVA『ルパン三世 ルパンは今も燃えているか?』

#### 「LUPIN TROIS 2018」
『ルパン三世 PART5』のためにアレンジされたバージョンで、演奏はYuji Ohno & Lupintic Six with Friends。「TROIS」はフランス語で「3」を意味する（フランス語では「三世」は序数ではなく基数で表記する）。
イントロのフレーズなど、全体的なアレンジは「'80」「'80（2005 Version）」に類似しているが、「'80」ではビブラフォンが演奏していたフレーズA部は主な舞台となるフランスを意識してアコーディオンが演奏している。また大きな特徴としてフルサイズでは間奏後のフレーズA部とフレーズA'部がカットされている。
このほか、「'80（2005 Version）」と同じくストリングスが追加され、アウトロの「ソーファーレド#ドシ♭ソ」の三連符が、「'89」のように女声コーラスで用いられている。
TVシリーズ放送用ではイントロが『'80』と同様に短縮され、アウトロでは「'80」のテレビサイズには含まれていた上記の三連符の後のコーダ部分がカットされている。最終話ではエンディングとして使用され、テレビサイズにコーダ部分を追加している。
一時期、YouTubeの公式チャンネルで公開されていたノンクレジット版オープニング映像では、コーラスが入らないなど実際の放送で使用された短縮版と異なるテイクの音源が公開されていた。

#### 「THEME FROM LUPIN III 2021」
『ルパン三世 PART6』のオープニング曲で、演奏はYuji Ohno & Lupintic Six with Friends。『PART6』の放送に先駆け、2021年10月8日に先行配信された。
曲全体の流れやテンポなどは、『TV第2シリーズ』の初代オープニングテーマ「'78」に近いが、本バージョンはLupintic Sixメンバーである和泉聡志のギターがリードする形となっており、これまでのTVシリーズで使用されたものよりもロックテイストの強いアレンジとなっている。曲の構成は、フレーズA"部の一部で転調する他、アウトロは終奏パート1が「ソーファーレド#ドシ♭ソ」の三連符、曲の締めくくりとなる終奏パート2が「'78」や「'78（2002 Version）」のものを用いている。
曲の間奏は、前半が和泉のギターを前面にフィーチャーした形で、後半は「'78（2002 Version）」に近い。
ギターを担当した和泉は、自身のTwitterで同曲を「ルパン三世のテーマ2021verはギターメインでロックな世界観」と綴っている。

## その他レコード・CD等でリリースされた主なアレンジ版
アレンジ版のタイトルには、小文字表記での「Theme From Lupin III」が用いられていることが多い。

### 「ルパン三世'92」
- 初収録CD『ルパン三世 テーマ・コレクション』（日本コロムビア/1991.12.21発売/COCC-9457）

※ただし、歴代テーマ（「'78」「'79」「'80」）とのメドレーで、山田康雄によるナレーション入り
- フルサイズ初収録CD『ルパン三世 テーマ・レヴォリューション'92』（日本コロムビア/1992.5.21発売/COCC-9978）

### 「ルパン三世・テーマ（A CAPELLA VERSION）」
- 初収録CD『ルパン三世 テーマ・レボリューション'92』（日本コロムビア/1992.5.21発売/COCC-9978）
  - コーラス：タイム・ファイブ

### 「ルパン三世・テーマ（STRINGS QUARTET VERSION）」
- 初収録CD『ルパン三世 テーマ・レボリューション'92』（日本コロムビア/1992.5.21発売/COCC-9978）
  - 演奏：大野雄二&'92 Explosion Band

### 「ルパン三世・テーマ（Cathedral Version）」
- 初収録CD『ルパン三世 聖夜泥棒 LUPIN THE THIRD IN CHRISTMAS』（日本コロムビア/1992.11.10発売/COCA-10291）
  - 演奏：YOU&'93 Explosion Band

### 「THEME FROM LUPIN III （'07 Piano Solo）」
- 初収録CD『THE BEST COMPILATION of LUPIN THE THIRD "LUPIN! LUPIN!! LUPIN!!!"』（バップ/2007.6.27発売/VPCG-84856）
  - 演奏：大野雄二（ピアノソロ)

### 「ルパン三世のテーマ」
- 初収録CD『15th Anniversary SUPER BEST』初回限定豪華盤（avex trax/2013.7.24発売/AVZD-38748B）
  - 歌：島谷ひとみ

※島谷ひとみによるヴォーカル・バージョンで『CRルパン三世〜消されたルパン〜』主題歌。編曲は大野によるもので、詩はピートマック・ジュニアのバージョンと同じ。本機以降のルパン三世関連のパチンコ・パチスロ機（「不二子 TYPE A+」等）の一部でも使用。

### 「THEME FROM LUPIN III 2016」
- 初収録CD『YEAH!!YEAH!!』（バップ/2016.6.8発売/VPCG-83511）
  - 演奏：Yuji Ohno & Lupintic Six with Fujikochan's

## アニメ以外でのカバー曲
- 1999年にルパン三世のトリビュート・アルバム『You's Explosion』が製作され、Char、樋口宗孝（元LOUDNESS）、DIAMOND☆YUKAI（元RED WARRIORS）、ROLLY、田中昌之（元クリスタルキング）、小野正利、田中健（ケーナ奏者として）らが参加した。
- TWO-MIXが1999年11月25日に発売した6枚目のアルバム『RHYTHM FORMULA』の中にユーロビートアレンジによるカバーが納められている。タイトルは「TWO-MIX MEETS LUPIN THE III NEXT GENERATION」。
- 高嶋ちさ子が2000年11月18日に発売したアルバム『風のとおり道』に「ルパン三世のテーマ〜ルパン三世・愛のテーマ」のヴァイオリンアレンジによるカバーが納められている。電子玩具のevioの外部メディア「高嶋ちさ子セレクション」にも同曲が含まれている。
- 東京スカパラダイスオーケストラが2001年3月14日に発売したアルバム『Gunslingers』に「ルパン三世'78」がアレンジされてカバーされている。
- 熱帯JAZZ楽団が2004年6月23日に発売した8枚目のアルバム『熱帯JAZZ楽団VIII 〜The Covers〜』の中にラテン・ビッグバンドアレンジによるカバーが納められている。編曲はトロンボーン奏者の中路英明。
- 東京ブラススタイルが2005年11月25日に発売した1枚目のアルバム『アニジャズ 1st.NOTE』に「ルパン三世のテーマ'78」をビッグバンドジャズアレンジしたカバーが納められている。
- SEAMO（シーモ）が2006年7月26日に「ルパン三世のテーマ」をラップでカバーした「ルパン・ザ・ファイヤー」を発売した。曲中のゲストボーカルは、タイロン橋本。
- 信長貴富が2009年に編曲した、無伴奏混声合唱のための『アニソン・オールディーズ』に「ルパン三世のテーマ（ヴォーカル版）」のアカペラ混声合唱のための編曲版がある。
- 飛蘭が2014年に発売したアコースティック・カバーアルバム『FAYvorite』に収録。
- 原田ひとみのアコースティックアルバム「原田ひとみアコースティックライブ2014〜夏の思い出〜」に収録（2015年発売）。
- Yellow Studsのカバーアルバム「brand new old days」に収録（2021年発売）。
- TRIXのアニソン・カバーアルバム『CoverX』（2021年12月22日発売）に「ルパン三世のテーマ'78」を収録。